# Paulus Potter
Pour les articles homonymes, voir Potter.
Paulus Potter, né à Enkhuizen le 20 novembre 1625 et mort à Amsterdam le 17 janvier 1654, est un peintre animalier néerlandais. Il se consacre presque exclusivement aux sujets bovins et atteint dans leur représentation une perfection rarement égalée.

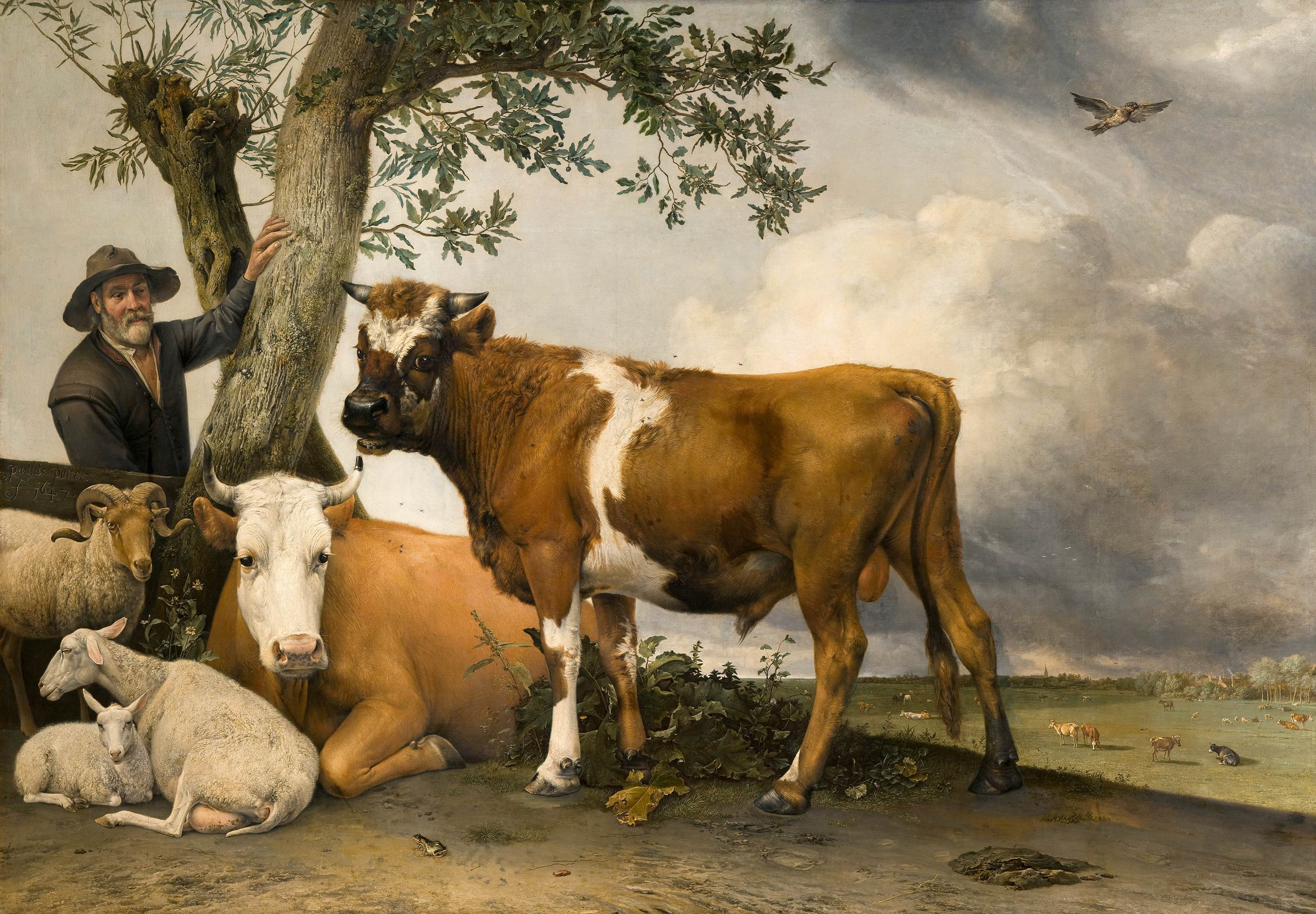
Le Taureau (1647), Mauritshuis, La Haye.

## Biographie
Quelques années après sa naissance, en 1628, sa famille emménage à Leyde, puis à Amsterdam en 1631, où le jeune Paulus étudie l'art pictural auprès de son père, Pieter Symonsz Potter (1597-1652). Ayant probablement étudié également avec le peintre Claes Moeyaert, il est enregistré en 1641, comme étudiant du peintre d'histoire Jacob de Wet (1610-1671).
Au milieu des années 1640, il abandonne la peinture d'histoire et se spécialise dans la peinture d'animaux dans des paysages et dans des scènes paysannes. Sous l'influence de Peter van Laer, ses animaux deviennent plus monumentaux et ses compositions plus concentrées. Ses peintures de la fin des années 1640 sont caractérisées par leur naturalisme rustique.
En 1646, il devient membre de la guilde de Saint-Luc de Delft, mais en 1649, il s'installe à La Haye, près de l'atelier de Jan Van Goyen, dont il loue une des maisons jusqu'en 1652. Il épouse la fille d'un entrepreneur en bâtiment qui le fait connaître auprès de l'élite bourgeoise de la ville. Bien qu’Amélie de Solms-Braunfels, mécène et membre de la famille du stathouder achète une de ses toiles, les sujets rustiques de ses œuvres ne plaisent guère à certaines aristocrates de la cour.
En mai 1652, il retourne à Amsterdam. Impressionné par ses manières civilisées et son raffinement, le chirurgien Nicolaes Tulp, celui de La Leçon d'anatomie du docteur Tulp de Rembrandt, lui commande le portait de son fils Dirck.
Potter, qui meurt peu après, de la tuberculose à 29 ans, aura une grande influence sur les artistes qui peindront des paysages très au-delà du début du XIXe siècle.

## Postérité
Ses plus grandes œuvres sont exposées au Rijksmuseum d'Amsterdam, mais également au Musée du Louvre de Paris, à la Wallace Collection de Londres, à la Gemäldegalerie Alte Meister de Dresde, à la Gemäldegalerie Alte Meister de Cassel. Son tableau le plus célèbre, intitulé Le Taureau (1647), se trouve à la Mauritshuis de La Haye.
Des gravures ont été réalisées par Marcus de Bie, et son travail a beaucoup influencé ses contemporains comme Karel Dujardin et Adriaen van de Velde. Albert Klomp (en) (1618-1688) est quasiment un de ses imitateurs.
On peut estimer que cette concentration sur un sujet unique (les bovins), malgré quelques écarts vers les chevaux ou les chiens, constitue une démarche qui préfigure l'abstraction. Dans cette perspective, les répercussions de l'art de Paulus Potter résonnent encore dans l'art contemporain.

## Quelques œuvres
- Petite famille avec son troupeau (1646), 29 × 37 cm ;
- La Laitière (1646), huile sur panneau de chêne, Wallace Collection, Londres[1] ;
- Le Jeune Taureau (1647), huile sur toile, 235 × 339 cm, Mauritshuis de La Haye[3] ;
- Trois vaches aux pâturages (1648), 24,5 x 30 cm, musée Fabre, Montpellier
- Les Paysans et leur bétail (1648), huile sur panneau de chêne, 37 × 42 cm, Wallace Collection, Londres[1] ;
- Jeune paysanne en train de traire (1648), Collection Bentinck-Thyssen[4] ;

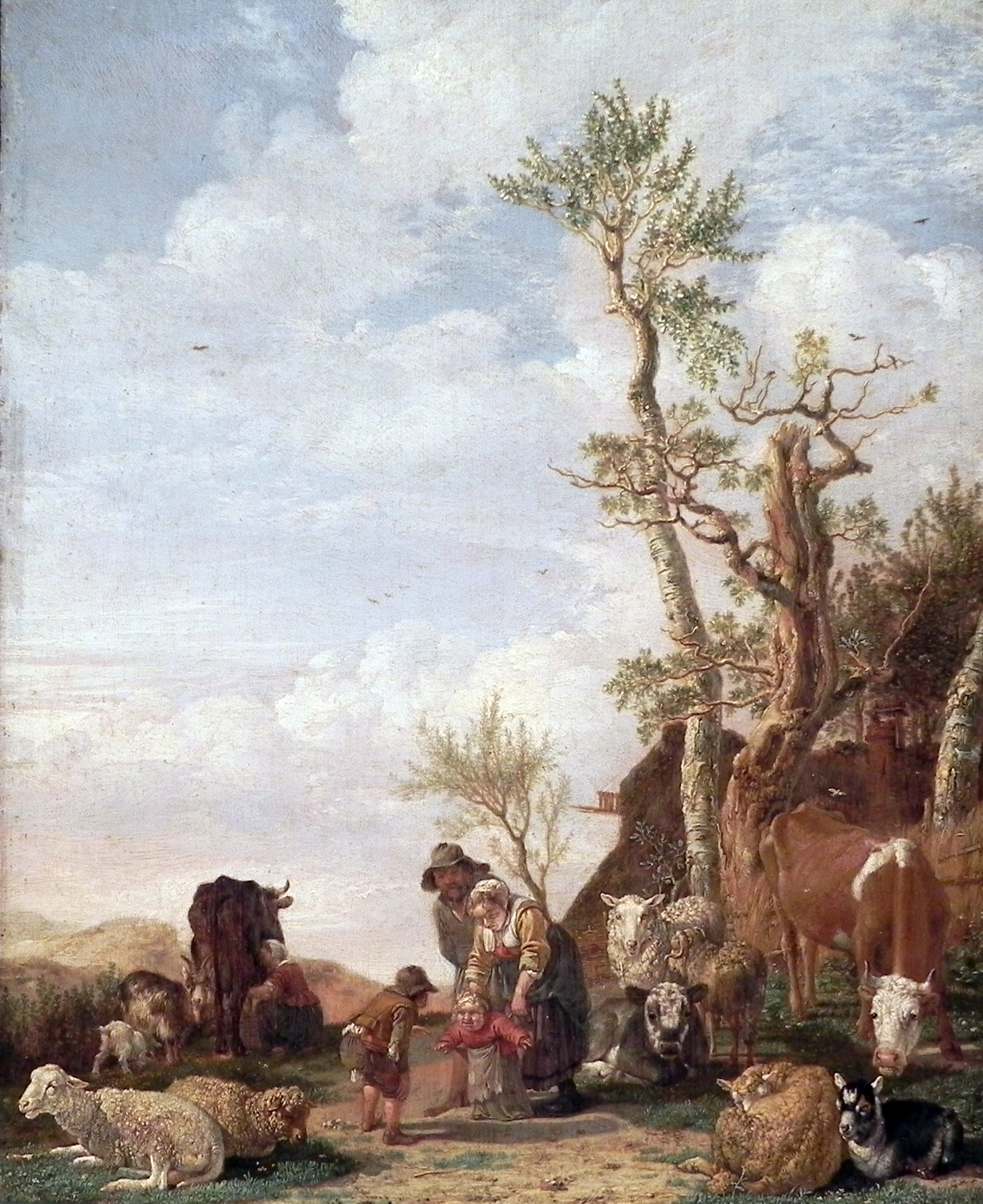
Famille de paysans et leurs bêtes (1646), Alte Pinakothek, Munich.
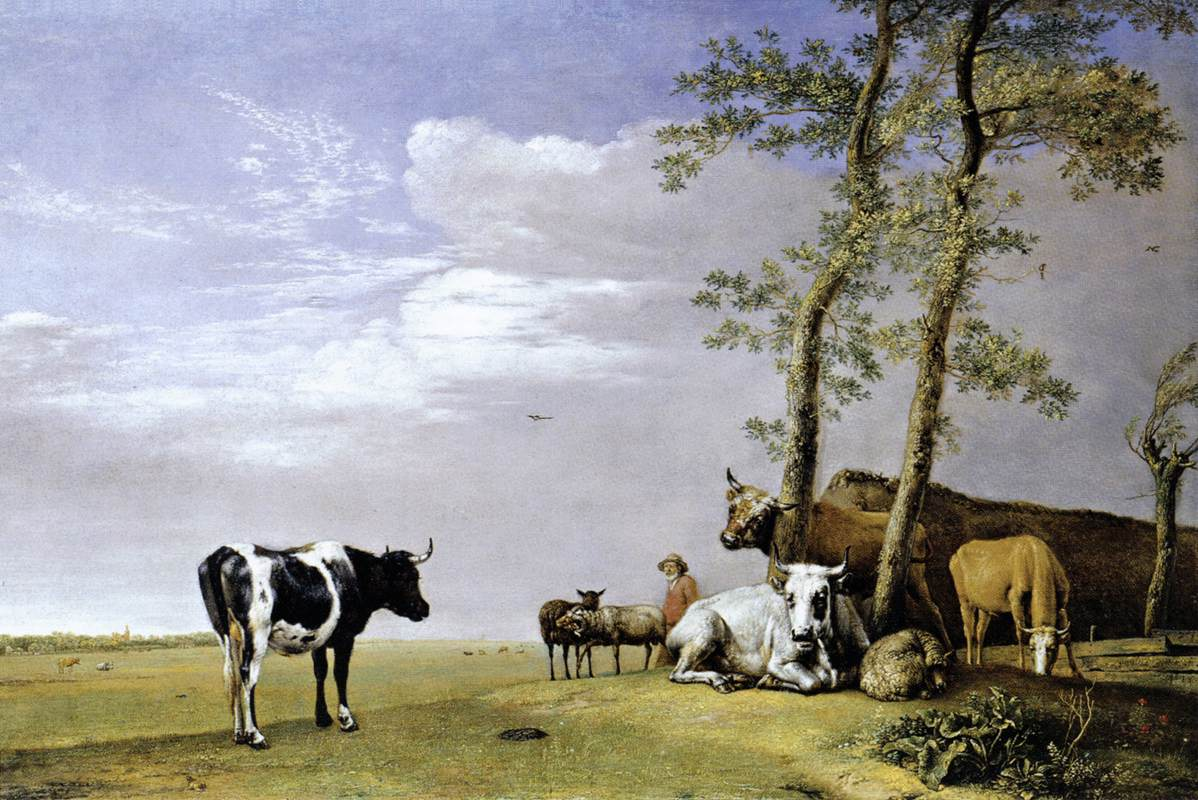
Un laboureur et son troupeau (1648), Gemäldegalerie Alte Meister, Cassel (Hesse).
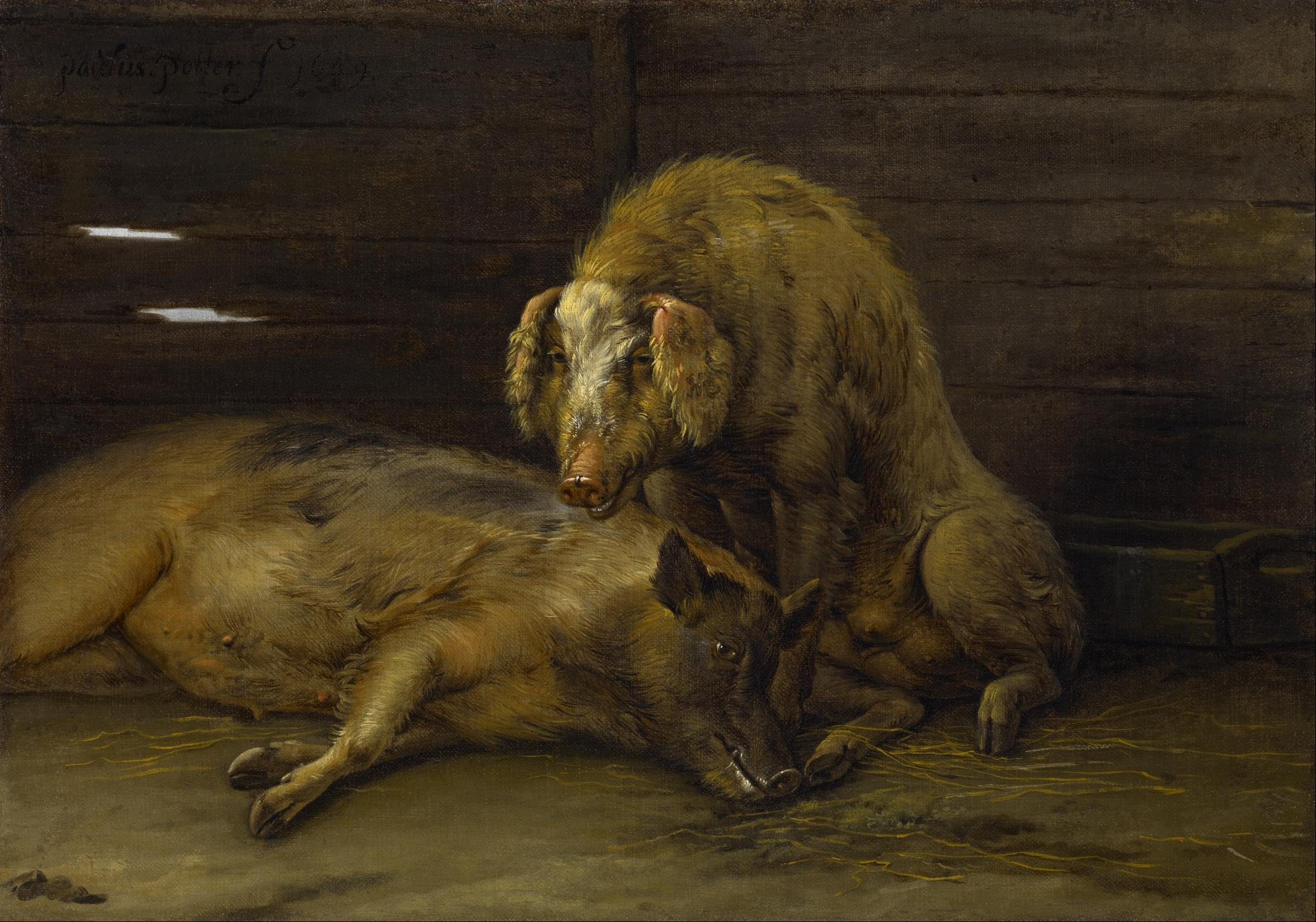
Deux cochons dans une porcherie (1649), Musée des beaux-arts de Houston, Houston, Texas.
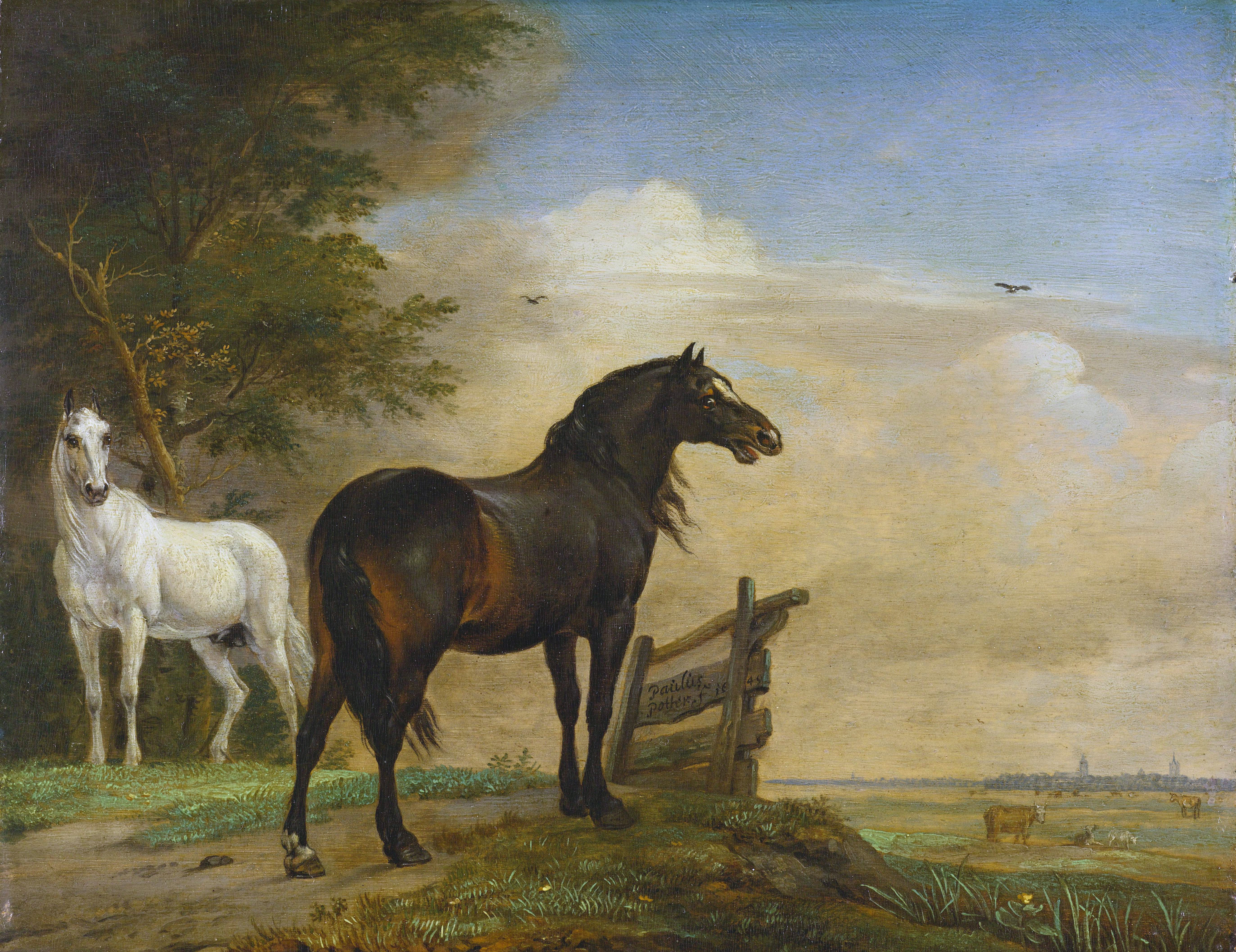
Deux chevaux dans un pré près d'une barrière (1649), huile sur bois, 23 × 30 cm, Rijksmuseum, Amsterdam[5] ;
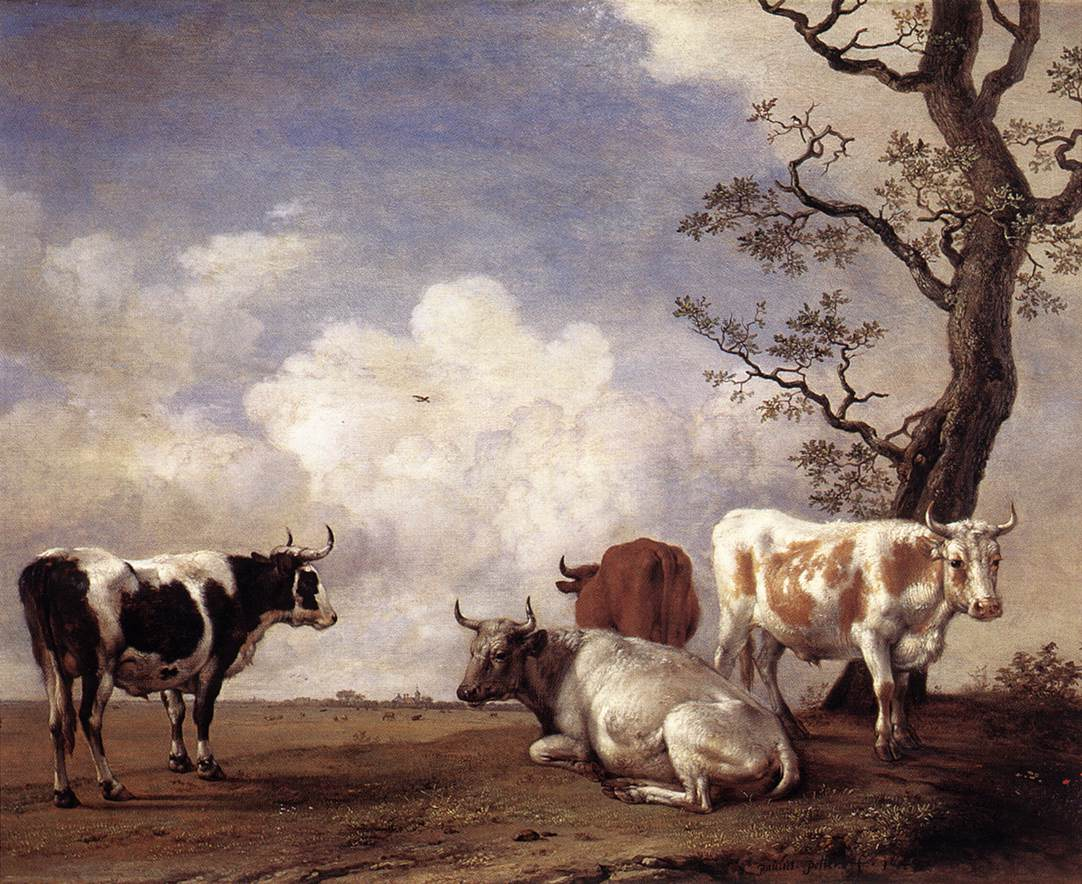
Quatre taureaux (vers 1650), Galerie Sabauda, Turin.
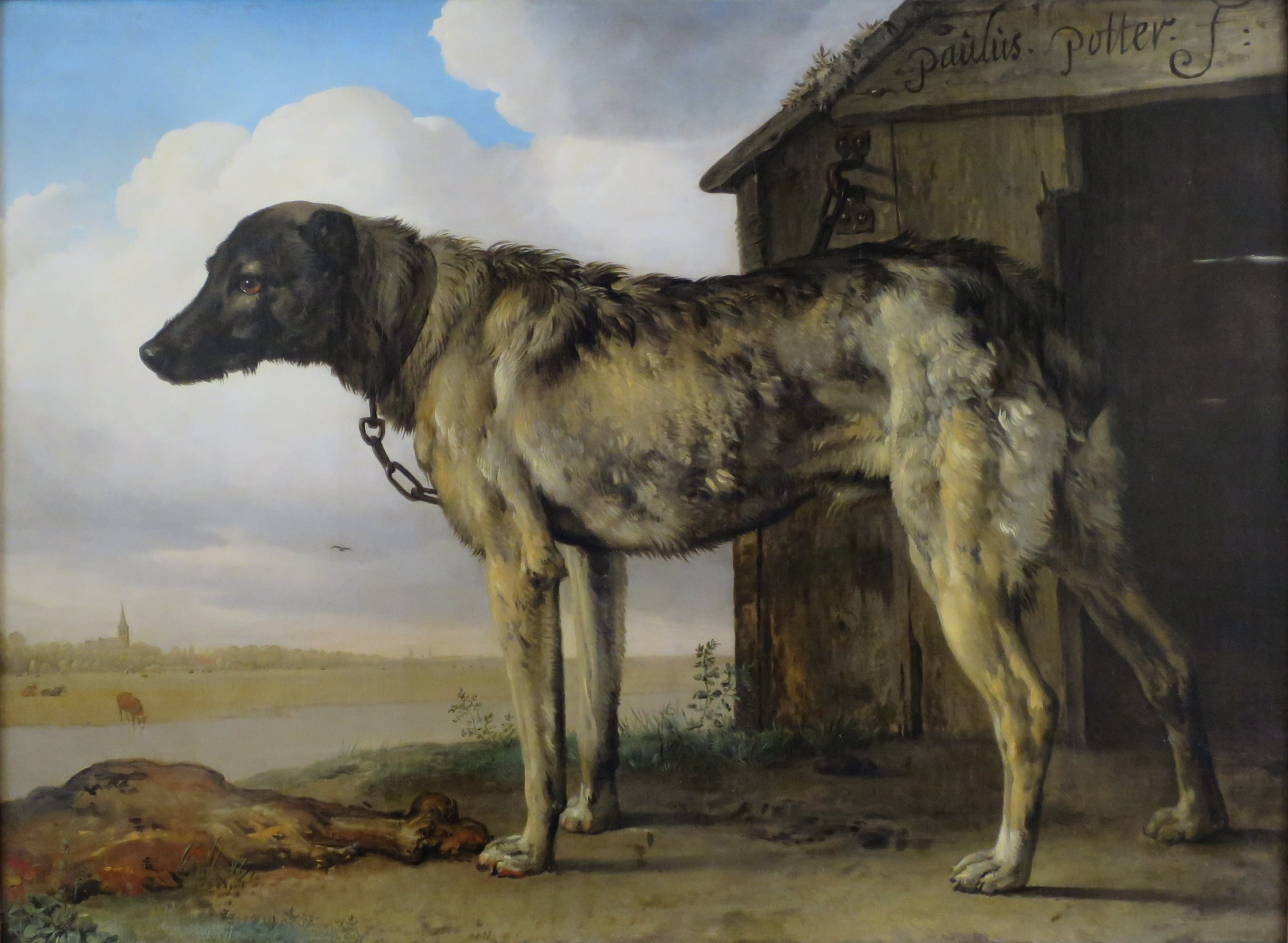
Wolf-Hound (1650-1655), Musée de l'Ermitage, Saint-Pétersbourg.

- Deux chevaux de trait devant une chaumière (1649), 23,5 × 25,5 cm - huile sur bois, exposée au Musée du Louvre ;
- Le Bois de La Haye (1650 - 38 × 40 cm - huile sur bois), exposée au Musée du Louvre ;
- Orphée charmant les animaux (1650) 67 × 89 cm, Rijksmuseum, Amsterdam ;
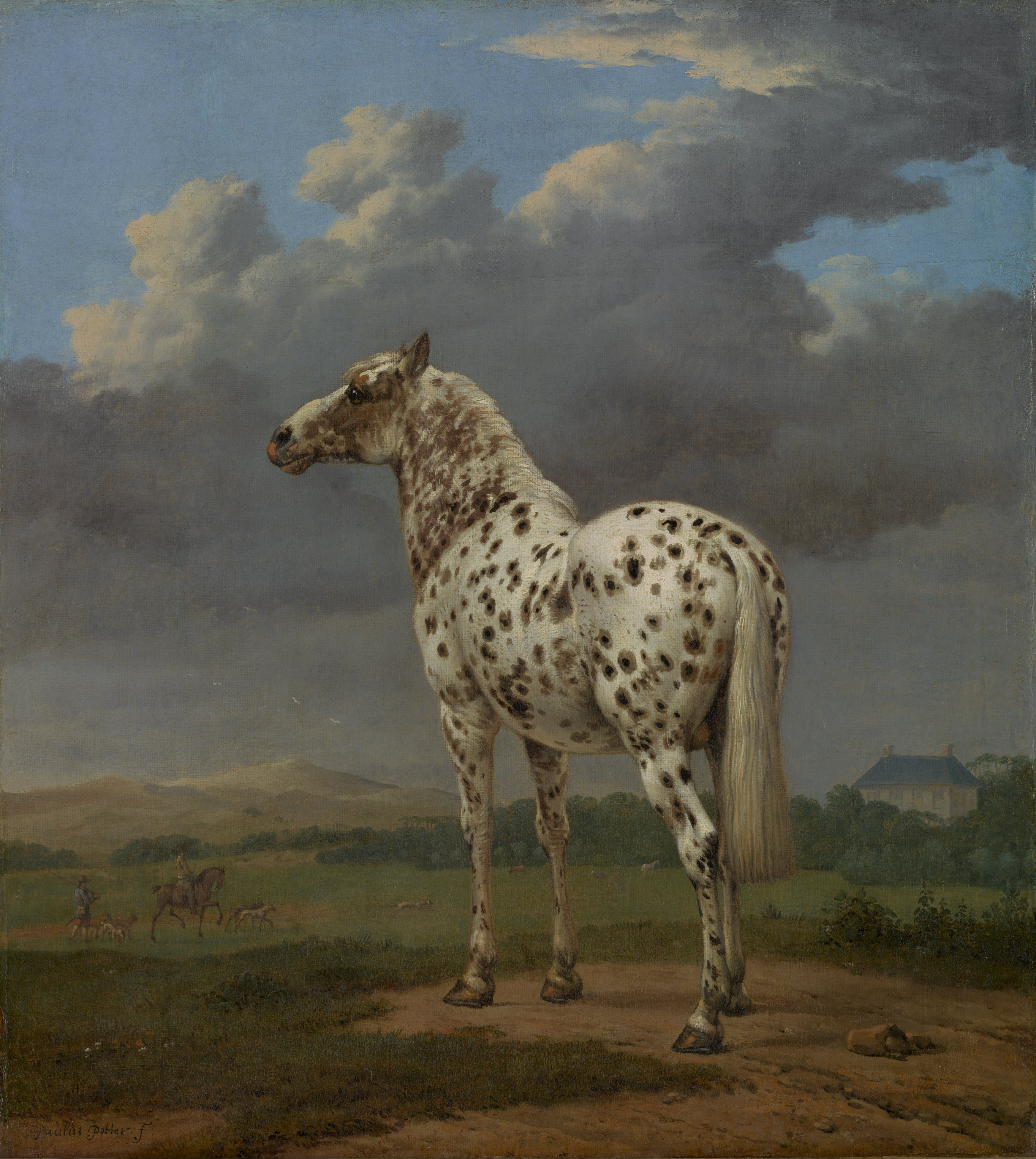
Le Cheval pie (1650-1654), huile sur toile, 49 × 45 cm, J. Paul Getty museum, Los Angeles[2] ;
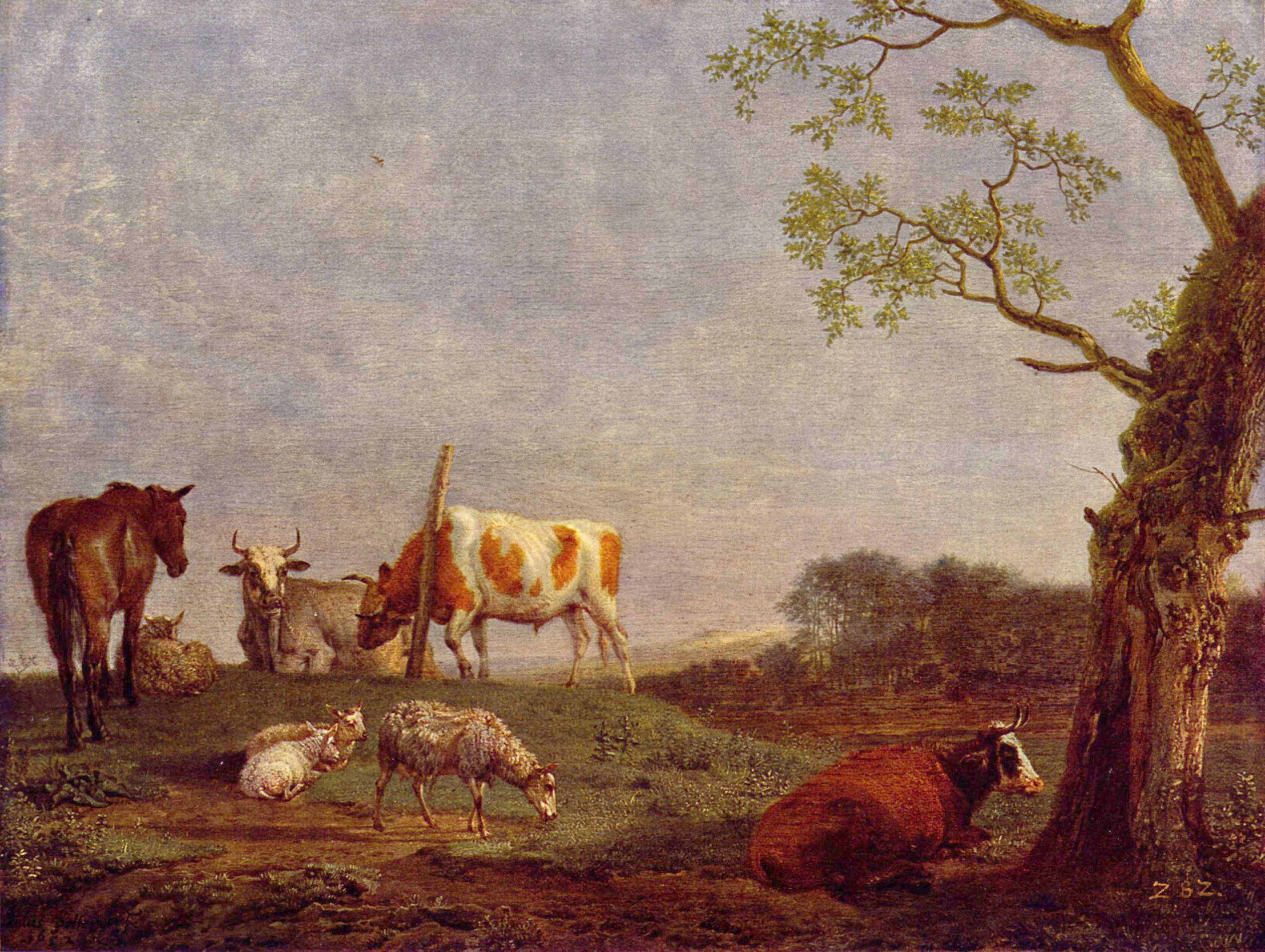
Le Troupeau paisible (1652), Gemäldegalerie Alte Meister, Dresde.

- Le Cheval pie (1653), huile sur bois, 41 × 30 cm, Musée du Louvre[6] ;
- Bétail par temps d'orage (1653), huile sur panneau de chêne, 39 × 34 cm, Wallace Collection, Londres[1] ;
- Tête de mouton (1654), huile sur toile, 75 × 70,5 cm, Dijon, musée des beaux-arts de Dijon ;
- Quatre jeunes taureaux dans un pré (1651 - 25 × 30,1 cm - huile sur bois), exposée au Rijksmuseum ;
- Paysage avec vaches, moutons et chevaux près d'une grange, (1651), huile sur chêne, 57.7 × 52.9 cm, National Gallery de Londres ;
- La Prairie (1652), huile sur toile, 84 × 121 cm, achetée par Louis XVI en 1784, exposée au musée du Louvre.